# LGBT y servicio militar

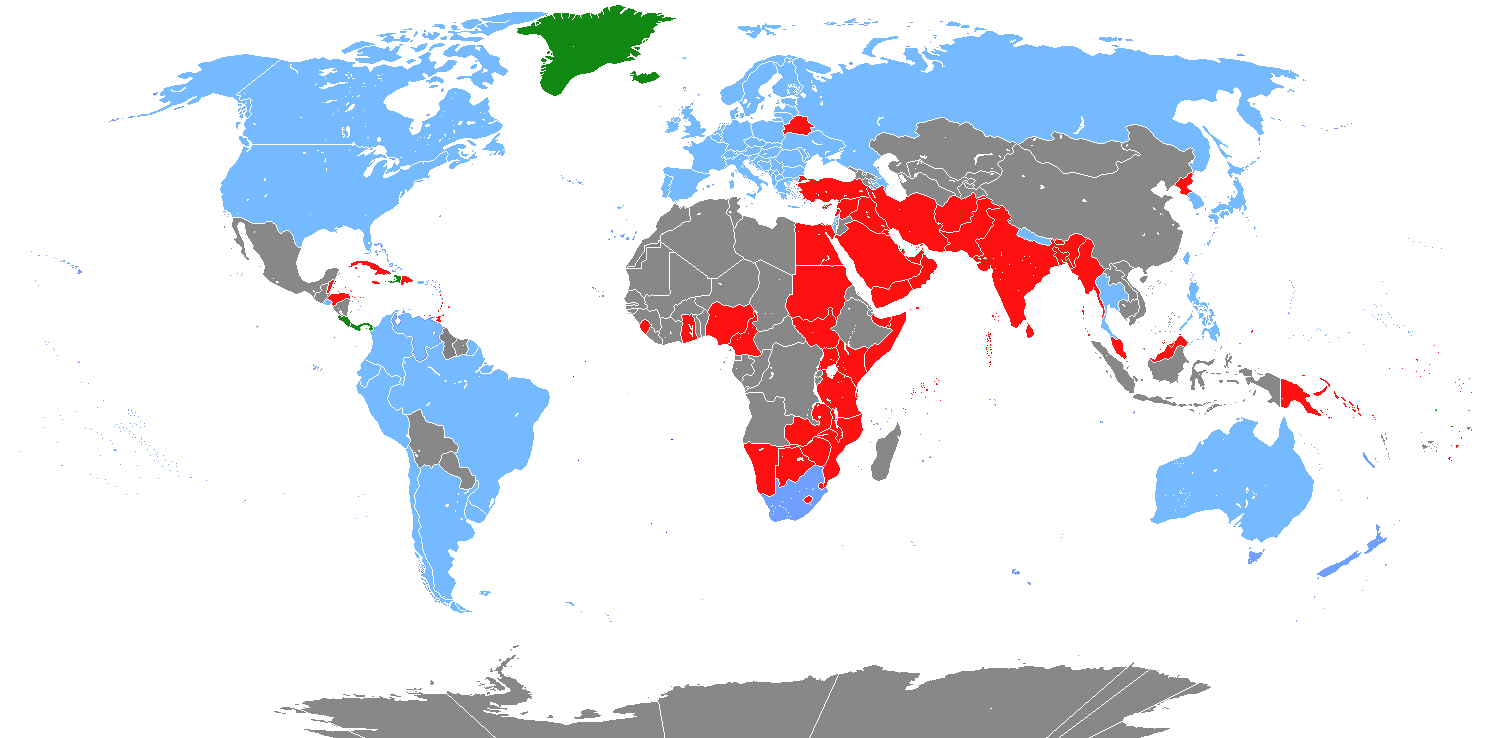
Países que prohíben totalmente la presencia de homosexuales en sus fuerzas armadas.
Países que permiten abiertamente la presencia de homosexuales en las fuerzas armadas.
Países que carecen de fuerzas armadas.
Sin información.

La situación de gays, lesbianas, bisexuales y transexuales en los ejércitos es y ha sido muy diversa según los países y épocas. En la actualidad la mayoría de los países occidentales han suprimido las restricciones para que los miembros de las minorías sexuales sirvan en sus unidades. De los 30 países de la OTAN sólo uno restringe el servicio de los homosexuales, Turquía.
La políticas y actitudes hacia la comunidad LGBT cómo miembros de los ejércitos varían mucho en el mundo. En muchos disfrutan de los mismos derechos y deberes que sus compañeros heterosexuales, en otros aunque, no existen restricciones legales para su servicio, sufren el acoso homófobo de los mandos y compañeros. Como es lógico en todos los países donde la homosexualidad es ilegal ni siquiera existen normativas que restrinjan sus funciones en el ejército porque son ya perseguidos por el código penal y las autoridades. Además existe un grupo de países donde la homosexualidad es legal pero prohíben la incorporación de homosexuales a sus ejércitos, aduciendo diversas razones.
Por otra parte los transexuales ven restringida la incorporación a los ejércitos de los países en los que el servicio está restringido a los varones debido a que ni los transexuales femeninos ni los masculinos pueden cumplir el requisito de tener genitales masculinos intactos y funcionales, en otros son excluidos aduciendo razones psiquiátricas.

## Países que prohíben el servicio de homosexuales
Los países donde prohíben o restringen el servicio de los homosexuales en sus ejércitos, aunque la homosexualidad sea legal en la mayoría de ellos, son:
- Afganistán
- Angola
- Antigua y Barbuda
- Arabia Saudita
- Argelia
- Armenia
- Azerbaiyán
- Bangladés
- Barbados
- Baréin
- Belice
- Bután
- Bielorrusia
- Birmania
- Camerún
- Catar
- Chad
- China
- Ciudad del Vaticano
- Comoras
- Corea del Sur
- Dominica
- Egipto
- Emiratos Árabes Unidos
- Fiyi
- Gabón
- Gambia
- Georgia
- Ghana
- Granada
- Guatemala
- Guinea-Bisáu
- Guinea Ecuatorial
- Guyana
- Honduras
- India
- Indonesia
- Irak
- Irán
- Jamaica
- Kenia
- Kuwait
- Laos
- Lesoto
- Líbano
- Madagascar
- Malasia
- Malaui
- Mali
- Marruecos
- Mozambique
- Namibia
- Nicaragua
- Níger
- Nigeria
- Omán
- Palestina
- Pakistán
- Papúa Nueva Guinea
- República Árabe Saharaui Democrática
- República Centroafricana
- República del Congo
- República Democrática del Congo
- República Dominicana
- San Cristóbal y Nieves
- San Vicente y las Granadinas
- Santa Lucía
- Santo Tomé y Príncipe
- Seychelles
- Sierra Leona
- Siria
- Somalia
- Somalilandia
- Sri Lanka
- Suazilandia
- Sudán
- Sudán del Sur
- Surinam
- Tanzania
- Timor Oriental
- Trinidad y Tobago
- Túnez
- Turquía[2]
- Uganda
- Uzbekistán
- Yemen
- Yibuti
- Zambia
- Zimbabue

Anteriormente en Filipinas también se prohibió el ingreso a personas homosexuales al ejército cuando el gobierno del país lo promulgó en marzo de 2009. Dos meses después, ese mismo año en el mes de mayo, esta ley fue derogada y sustituida por otra donde se prohíbe la discriminación por orientación sexual.

## Países que permiten el servicio de personas LGBT
En la actualidad, 44 países en el mundo permiten la presencia de personas LGBT (incluyendo los transgéneros) en sus Fuerzas Armadas, que cuentan con una legislación que admite a  estas personas en el ejército, entre ellos están:
- Alemania
- Argentina[7][8]
- Aruba[9]
- Australia
- Austria
- Bélgica
- Bolivia
- Brasil[10][11]
- Canadá
- Chile[12]
- Colombia[13]
- Chipre
- Cuba
- Curazao[14]
- Dinamarca
- Ecuador
- Eslovaquia
- Eslovenia
- España
- Estonia
- Filipinas[15]
- Finlandia
- Francia
- Irlanda[16]
- Israel
- Japón[17]
- Luxemburgo
- Malta
- México[18][19]
- Mónaco[20]
- Nepal
- Noruega
- Nueva Zelanda
- Países Bajos
- Reino Unido
- República Checa
- Rusia[21]
- San Marino
- San Martín[22]
- Suecia
- Suiza
- Tailandia
- Uruguay
- Venezuela[23]

## Países que permiten el servicio sólo a personas LGB
En la actualidad, 34 países en el mundo permiten el servicio militar sólo a personas LGB en sus Fuerzas Armadas, entre ellos están:
- Albania
- Bahamas
- Bosnia y Herzegovina
- Botsuana
- Bulgaria
- Cabo Verde
- Camboya[24]
- Corea del Norte[25]
- Croacia
- El Salvador
- Estados Unidos[26]
- Grecia
- Hungría
- Italia
- Kazajistán
- Kosovo
- Letonia
- Lituania
- Macedonia del Norte
- Moldavia
- Mongolia
- Montenegro
- Paraguay
- Perú
- Polonia
- Portugal
- Puerto Rico[27]
- Rumania
- Serbia
- Singapur
- Sudáfrica
- Taiwán
- Ucrania
- Vietnam

## Países en situaciones ambiguas
- Estados Unidos: Desde 1994 hasta 2011, los Estados Unidos de América prohibían el servicio en las filas de sus ejércitos a los homosexuales y bisexuales a no ser que mantuvieran completamente en secreto su orientación sexual y se abstuvieran de practicar relaciones sexuales en las instalaciones militares o hablar del tema durante su servicio, incluso casarse públicamente con una persona de su mismo sexo. Si se contravenía cualquiera de las premisas el soldado era expulsado del ejército, como establecía la norma conocida como "Don't ask, don't tell". Por su parte el ejército se comprometía a no preguntar sobre la orientación sexual en el proceso de reclutamiento y no hacer investigaciones sobre la vida privada de los soldados.
- Rusia: Hasta 2003, en Rusia, estaba prohibida la presencia de homosexuales en las fuerzas armadas en tiempos de paz, pero igualmente fueron reclutados en tiempos de guerra.